# Laufen-Uhwiesen
Laufen-Uhwiesen est une commune suisse du canton de Zurich, située dans le district d'Andelfingen.

Photo aérienne (1958).